# Bursaphelenchus sachsi
Bursaphelenchus sachsi är en rundmaskart. Bursaphelenchus sachsi ingår i släktet Bursaphelenchus och familjen Aphelenchidae. Inga underarter finns listade i Catalogue of Life.